# Monaco au Concours Eurovision de la chanson 1959
Monaco a participé au Concours Eurovision de la chanson 1959, alors appelé le « Grand prix Eurovision de la chanson européenne 1959 », à Cannes, en France. C'est la première participation de Monaco au Concours Eurovision de la chanson.
Le pays est représenté par Jacques Pills et la chanson Mon ami Pierrot, sélectionnés par Télé Monte-Carlo.

## Sélection
Le radiodiffuseur monégasque, Télé Monte-Carlo, choisit l'artiste et la chanson en interne pour représenter Monaco au Concours Eurovision de la chanson 1959.
Lors de cette sélection, c'est Jacques Pills et la chanson Mon ami Pierrot, écrite par Raymond Bravard et composée par Florence Véran, qui furent choisis.

## À l'Eurovision
Chaque pays avait un jury de dix personnes. Chaque membre du jury pouvait donner un point à sa chanson préférée.

### Points attribués par Monaco
| 2 points | France Royaume-Uni                                |
| 1 point  | Autriche Belgique Danemark Italie Pays-Bas Suisse |

### Points attribués à Monaco
| 10 points | 9 points | 8 points | 7 points | 6 points   |
| --------- | -------- | -------- | -------- | ---------- |
|           |          |          |          |            |
| 5 points  | 4 points | 3 points | 2 points | 1 point    |
|           |          |          |          | - Autriche |

Jacques Pills interprète Mon ami Pierrot en 4e position, après l'Italie et avant les Pays-Bas. Au terme du vote final, Monaco termine 11e et dernier sur 11 pays, recevant un seul point de la part du jury autrichien.